# Fontaine de Charonne
Pour les articles homonymes, voir Trogneux.
La fontaine de Charonne, aussi appelée fontaine Trogneux, est une fontaine située à l'angle de la rue du Faubourg-Saint-Antoine et de la rue de Charonne dans le 11e arrondissement de Paris. La fontaine fait l'objet d’un classement au titre des monuments historiques depuis le 29 septembre 1995.

## Historique
Cette fontaine fait partie d'un plan de construction institué par une ordonnance de Louis XV et portant sur cinq fontaines pour le quartier Saint-Antoine. Seules restent en place aujourd'hui la fontaine Trogneux et la fontaine de la Petite-Halle.
Ces constructions étaient confiées à Jean Beausire, Maître général, contrôleur et inspecteur des bâtiments de la ville de Paris. La fontaine Trogneux est construite de 1719 à 1721. Elle fut ensuite restaurée sous le Premier Empire.
Elle était alimentée par la pompe Notre-Dame puis par la pompe à feu de Chaillot. Elle devrait son nom de « Trogneux » à un brasseur du quartier.

## Description

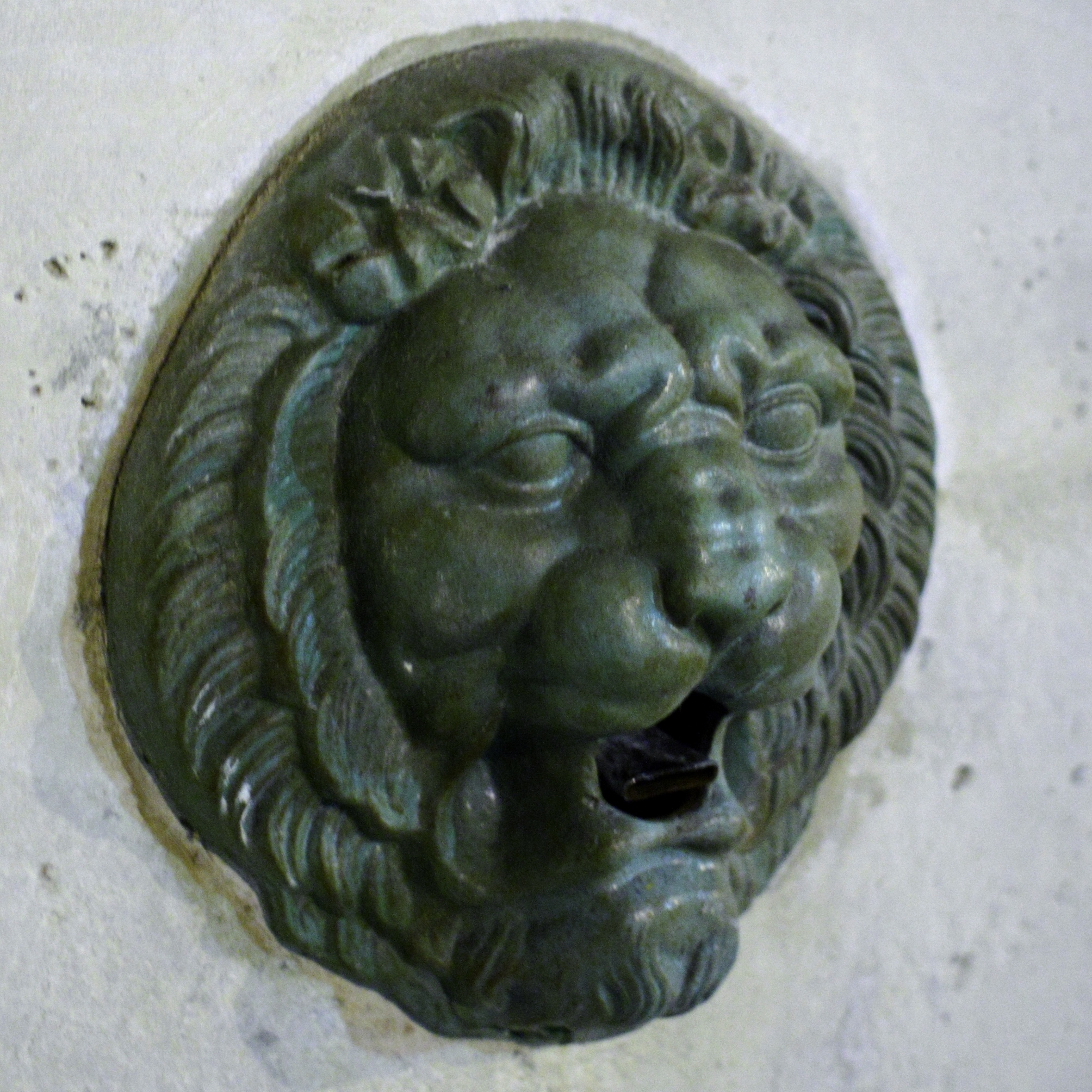
Un des deux mascarons en tête de lion.

La fontaine est construite dans l'alignement des immeubles, en coin de rue, sous la forme d'une imposante façade à pilastres et moulures d'une douzaine de mètres de hauteur surmontée d'un fronton triangulaire dans un pur style Louis XV. La décoration est faite de dauphins, volutes et encadrements moulurés. Près du sol, deux mascarons de bronze à tête de lion sont chargés de cracher l'eau qui s'écoule dans une grille du sol.